# Antoinisme

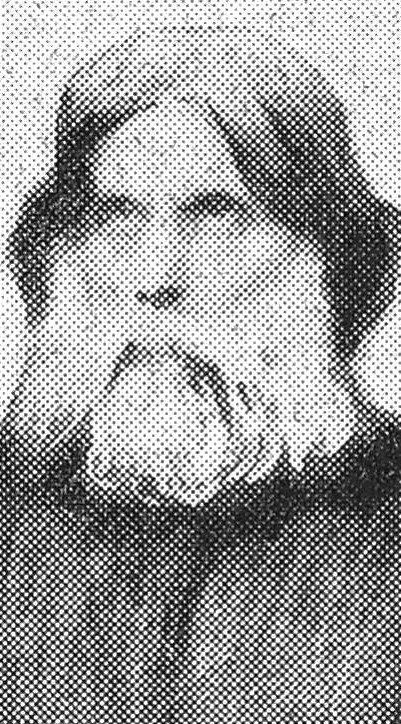
Louis Antoine 'De Genezer'

Het antoinisme is een religieuze beweging in 1910 in Jemeppe-sur-Meuse bij Luik opgericht door de mijnwerker Louis Antoine (1846-1912). De beweging is voornamelijk vertegenwoordigd in Frankrijk en België, waar men 64 tempels telt, waarvan 31 in Frankrijk. In Frankrijk zijn er 2500 actieve antoinisten. In 1905 bouwde Louis Antoine in Jemeppe een zaal waar hij eerst spiritistische seances hield en later zijn openbaring ontving. In 1910 wijdde hij deze zaal officieel in als het Antoinistische Tempel van Jemeppe.

## Historie
De beweging is ontstaan in Jemeppe-sur-Meuse, in de Luikse regio, op 15 augustus 1910. De stichter van deze beweging is Louis Antoine. Hij is een arbeider, geboren in Mons-Crotteux, België, in het jaar 1846. Hij hielp gedurende 25 jaar zieken, aan wie hij ook zijn fortuin liet. Hij was beïnvloed door de geschriften van Allan Kardec. Hij stichtte daarop een beweging genaamd "de wijngaarden van de heer', waarbinnen hij ook zijn mediumachtige praktijken toepaste. Hij onderzocht minstens 60 zieken per dag, die hij dan trachtte te genezen. Op 19 februari 1901 werd hij veroordeeld tot een boete van 60 FR. door de correctionele rechtbank in Luik voor het uitvoeren van illegale medische praktijken. Hij genas door gebruik te maken van gemagnetiseerd papier en thee. Zijn ervaringen noteerde hij in zijn geschriften die gelezen worden door zijn aanhangers in de tempels en zogenoemde 'leeszalen' (gebedszalen). De aanhangers noemen oprichter Louis Antoine "de vader" en zijn vrouw "de moeder". Zijn vrouw heeft de leiding van de beweging in 1912 van Louis Antoine overgenomen tot 1940.

## Gebed
Het gebed neemt een belangrijke plaats in in de godsdienstuitoefening van de antoinisten. Deelname aan de bijeenkomsten is voor de leden niet verplicht en men mag ook andere bewegingen bijwonen. Boven op de algemene christelijke feesten hebben de antoinisten nog 2 eigen feesten: ter ere van het stichtende koppel. 25 juni is voor "de vader" en 3 november is voor "de moeder". Ook viert men de wijding van de tempel in Jemeppe en de verering van de beweging op 15 augustus. Het doel van deze beweging is lijdende mensen te helpen door gebed en zonder doel tot bekering.

## Huidige situatie
Momenteel zijn er tempels en gebedszalen in België, Frankrijk, Nederland, Zwitserland, Italië, de Verenigde Staten, Brazilië en het prinsdom Monaco. In Frankrijk zijn er 2500 actieve antoinisten. In België is deze orde erkend als zijnde van publiek nut bij Koninklijk Besluit van 3 oktober 1922. In Frankrijk is deze cultus net als andere religieuze bewegingen erkend als zijnde van cultureel belang (Wet van 1905).

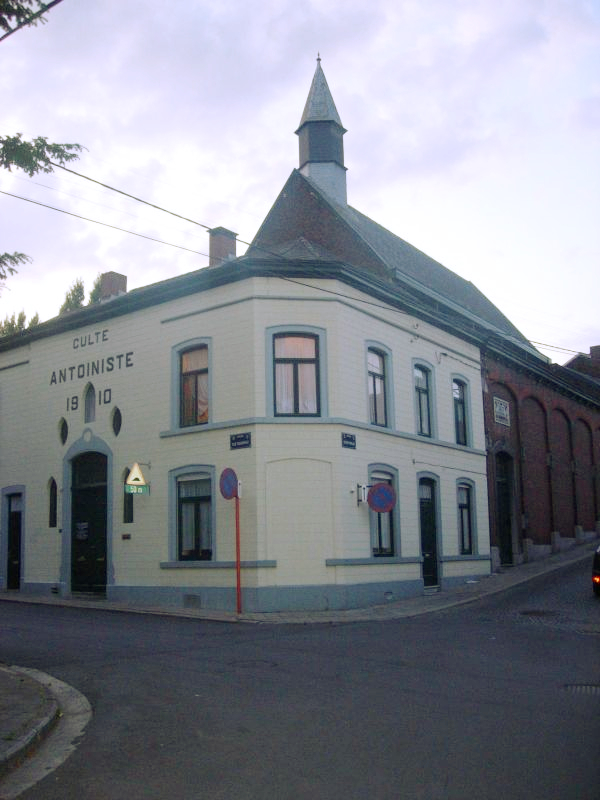
Antoinistische tempel in Jemeppe-sur-Meuse
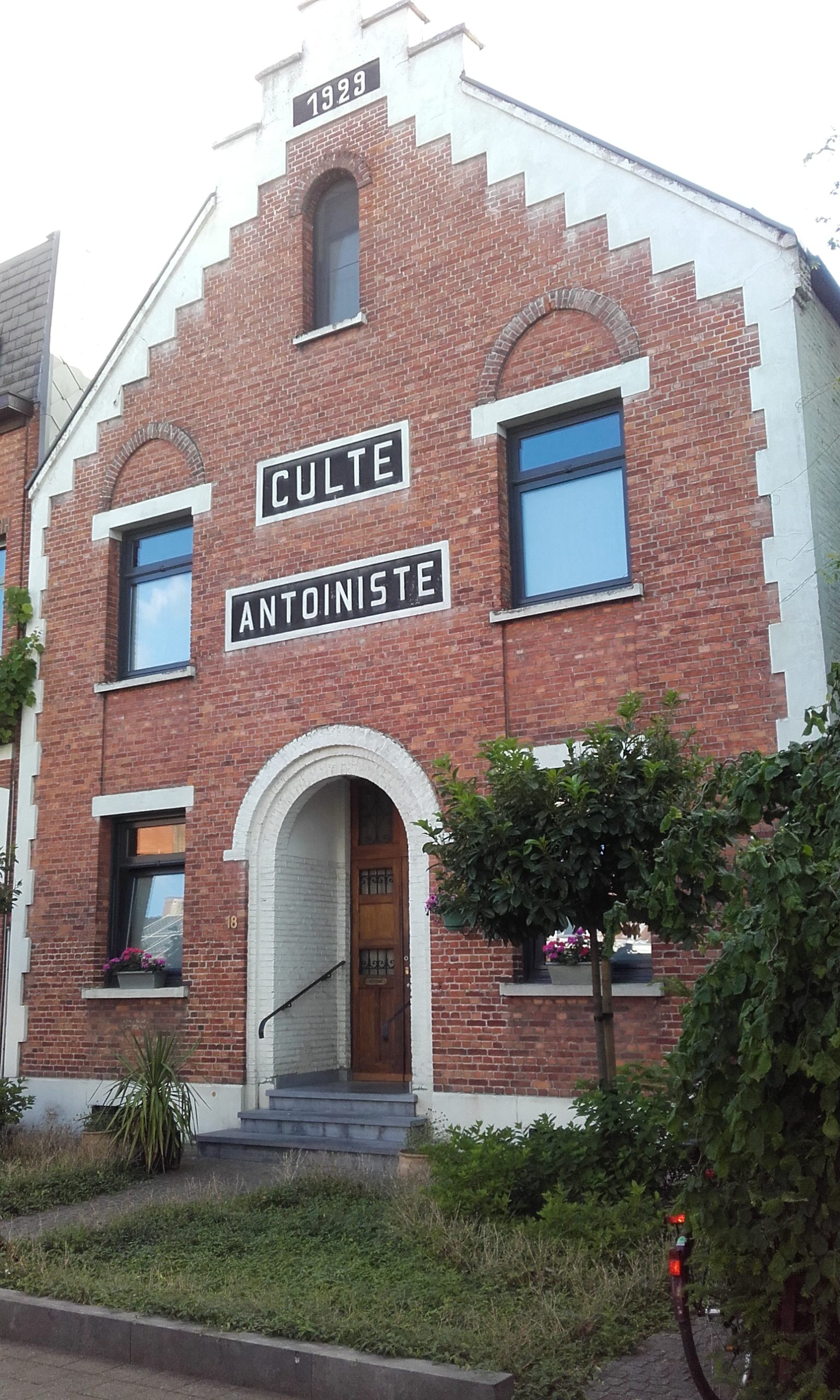
Voormalige Tempel van het Antoinisme in Schoten, België
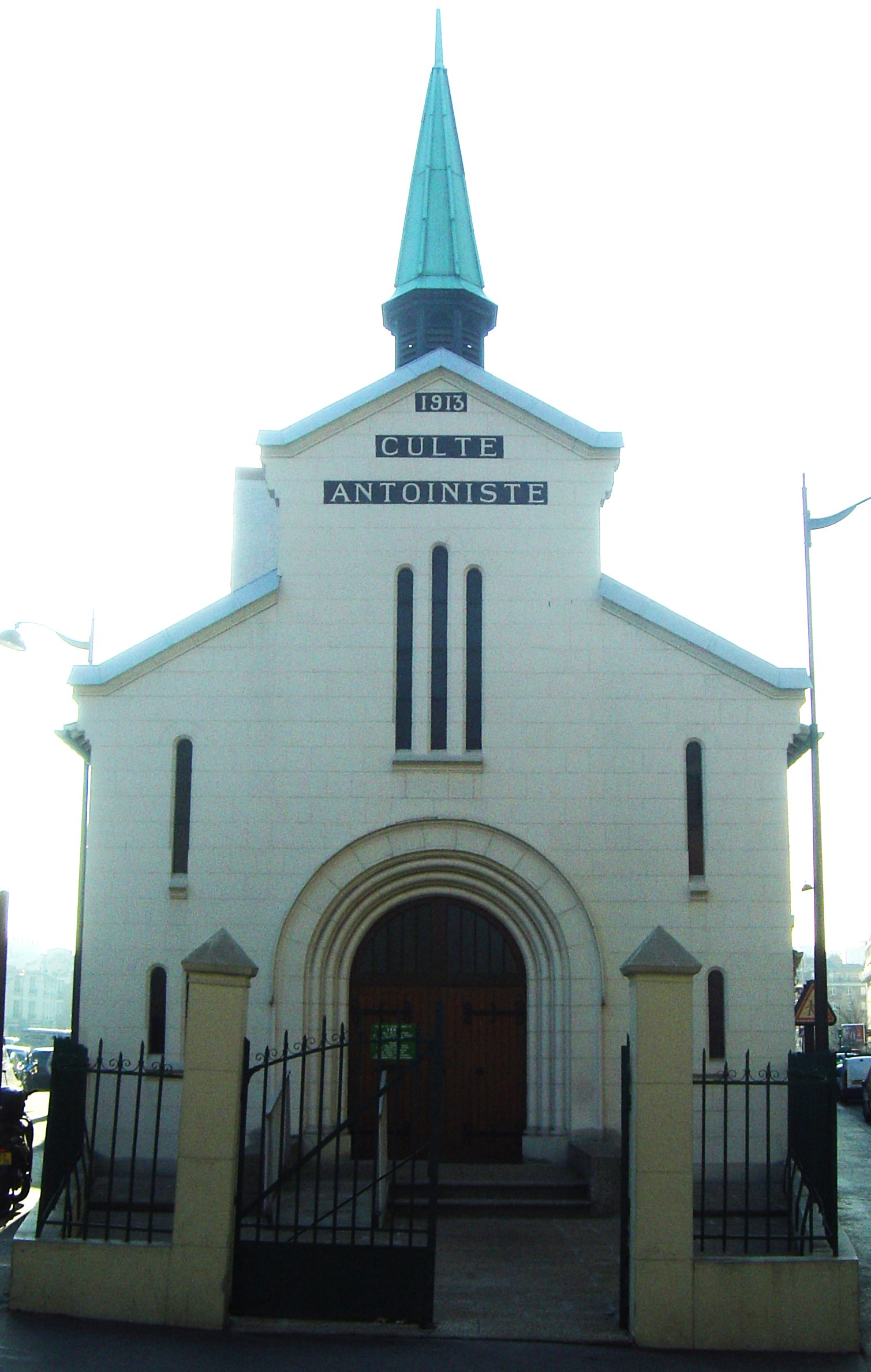
Antoinistische tempel in het 13e arrondissement van Parijs.